# Pferd International

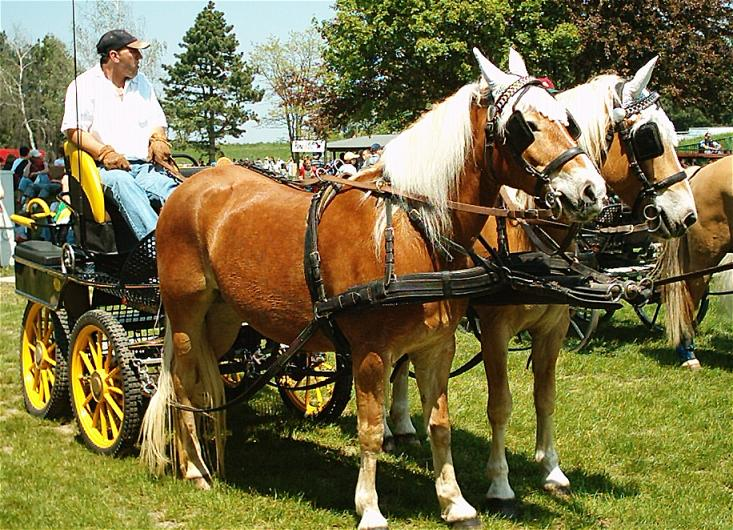
Haflingergespann mit Wagonette-Kutsche in Brustblattgeschirr auf der Pferd International.

Die Pferd International ist eine, seit 1983 jährlich meist im Mai, stattfindende viertägige Veranstaltung zum Thema Pferd in der Olympia-Reitanlage in München-Riem.

## Geschichte
Seit 1993 organisiert die Hippo Pferdeveranstaltungs GmbH, ein Unternehmen von Jürgen Blum, alljährlich das Event. 2016 kam das Aktionsbündnis Freunde Pferd International München dazu.

## Wissenswertes
Über 85.000 Zuschauer besuchten 2023 die Pferd International.
Mit über 30 Hektar ist die Pferd International die größte Freiluftveranstaltung zum Thema Pferd Süddeutschlands.
Der Slogan lautet „Die Weltspitze zu Gast in München“, da normalerweise bekannte Persönlichkeiten des Reitsports, unter anderem Simone Blum, Isabell Werth und Jessica von Bredow-Werndl, anwesend sind.
Botschafterin der Veranstaltung ist Joelina Drews.

## Programm und Veranstaltungen
Geboten wird ein Schauprogramm mit der Präsentation unterschiedlichster Pferderassen, Freiheitsdressur und Zehnspänner-Fahren. Zudem finden Wettkämpfe in den Disziplinen Dressur, Springreiten, Voltigieren und Working Equitation statt.

### Die wichtigsten Wettkämpfe

#### Großer Preis von Bayern
Der Große Preis von Bayern ist ein Preis vom Bayerischen Staatsministerium für Ernährung, Landwirtschaft, Forsten und Tourismus. Er ist nicht zu verwechseln mit dem Großen Allianz-Preis von Bayern der vom Münchner Rennverein e.V. vergeben wird.
- 2022:  Deutschland David Will mit Primus vom Neumühler Hof[11][12]
- 2023:  Deutschland Michael Kölz mit Cellato[13]
- 2024:  Vereinigte Staaten Alessandra Volpi mit Berlinda[10]

## Veranstaltungsgelände
Zum Programm der Veranstaltung gehört eine Ausstellung auf dem ca. 8400 m² großen Messegelände, wo über 200 Aussteller ihr Angebot aus unterschiedlichsten Bereichen präsentieren. Die meisten Ausstellungsobjekte behandeln die Themen Pferdefutter, Reitkleidung, Pferdesättel, Versicherungen, Pferdetraining und Pferdetransporter. Zudem gibt es ein ca. 1600 m² großes „Kinderland“. Einen besonders für Kinder ausgelegten Bereich, in dem eine Kinderreitschule und Hobby-Horsing-Turniere stattfinden.